# Miss Earth 2009
| Data:                | 22 listopada 2009                               |
| Kraj:                | Filipiny                                        |
| Miasto:              | Boracay                                         |
| Gala finałowa:       | Boracay Ecovillage Resort and Convention Center |
| Liczba uczestniczek: | 80                                              |
| Zwyciężczyni:        | Larissa Ramos, Brazylia                         |
| Poprzedniczka:       | Karla Henry, Filipiny                           |
| Następczyni:         | Nicole Faria, Indie                             |
| -------------------- | ----------------------------------------------- |

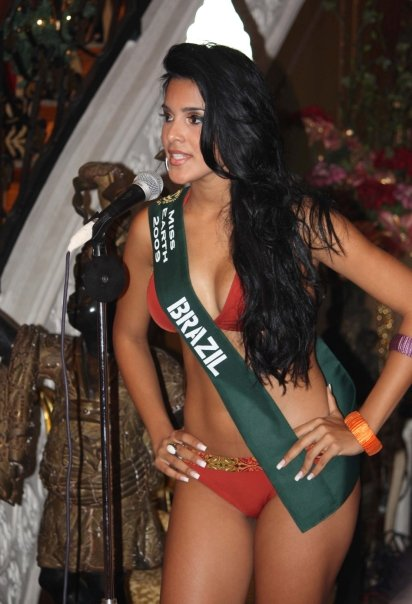
Larissa Ramos - Miss Earth 2009

Miss Earth 2009 – 9. edycja konkursu Miss Earth. Odbyła się 22 listopada 2009 r. w Boracay Ecovillage Resort and Convention Center, w Boracay na Filipinach. W konkursie wzięło udział 80 kobiet z całego świata. Konkurs wygrała reprezentantka Brazylii - Larissa Ramos.

## Wyniki

### Miejsca
| Wyniki finału                | Uczestniczka |
| ---------------------------- | --- |
| Miss Earth 2009              | - Brazylia - Larissa Ramos |
| Miss Powietrza (1. wicemiss) | - Filipiny - Sandra Seifert |
| Miss Wody (2. wicemiss)      | - Wenezuela - Jessica Barboza |
| Miss Ognia (3. wicemiss)     | - Hiszpania - Alejandra Echevarria |
| Top 8                        | - Kolumbia - Alejandra Castillo - Martynika - Pascale Nelide - Polska - Izabela Wilczek - Tajlandia - Rujinan Phanseethum |
| Top 16                       | - Francja - Magalie Thierry - Gruzja - Nona Diakonidze - Indie - Shriya Kishore - Irlandia Północna - Kayleigh O’Reilly - Korea Południowa - Park Ye-ju - Paragwaj - Gabriela Rejala - Południowa Afryka - Chanel Grantham - Singapur - Valerie Lim |

### Nagrody specjalne
| Nagroda specjalna                 | Uczestniczka                           |
| --------------------------------- | -------------------------------------- |
| Miss Fotogeniczności              | Czechy - Tereza Budková                |
| Najlepszy kostium narodowy        | Tanzania - Evelyne Almasi              |
| Miss Przyjaźni                    | Szwajcaria - Graziella Rogers          |
| Miss Talentu                      | Polinezja Francuska - Niuriki Teremate |
| Najładniejsza w stroju kąpielowym | Filipiny - Sandra Seifert              |
| Najładniejsza w sukni wieczorowej | Filipiny - Sandra Seifert              |

## Uczestniczki
| Państwo             | Uczestniczka             | Wiek | Wzrost (cm) | Miasto rodzinne          |
| ------------------- | ------------------------ | ---- | ----------- | ------------------------ |
| Albania             | Suada Saliu              | 22   | 179         | Lezha                    |
| Anglia              | Kirsty Nichol            | 19   | 173         | Islington                |
| Argentyna           | Gisela Menossi           | 21   | 180         | Río Cuarto               |
| Australia           | Melinda Heffernan        | 24   | 173         | Cremome                  |
| Bahamy              | Krystal Brown            | 23   | 173         | Nassau                   |
| Belgia              | Isabel van Hoof          | 18   | 172         | Antwerpia                |
| Brazylia            | Larissa Ramos            | 20   | 178         | Manaus                   |
| Chiny               | Yan Xu                   | 20   | 178         | Szantung                 |
| Chińskie Tajpej     | Chen Yi-Wen              | 21   | 173         | Tajpej                   |
| Czechy              | Tereza Budková           | 19   | 176         | Sezimovo Ústí            |
| Dania               | Patrica Tjornelund       | 22   | 179         | Kopenhaga                |
| Dominikana          | Mariel Garcia            | 24   | 178         | San Francisco de Macorís |
| Ekwador             | Diana Delgado            | 25   | 173         | Manta                    |
| Filipiny            | Sandra Seifert           | 25   | 175         | Bacolod                  |
| Francja             | Magalie Thierry          | 22   | 178         | Froideconche             |
| Gabon               | Marlyne Lea Ayenne       | 22   | 175         | Libreville               |
| Ghana               | Mariam Abdul Rauf        | 21   | 173         | Region Północny          |
| Grecja              | Triantafyllia Sarantinou | 21   | 179         | Ateny                    |
| Gruzja              | Nona Diakonidze          | 19   | 175         | Tbilisi                  |
| Guam                | Maria Luisa Santos       | 24   | 174         | Dededo                   |
| Gwadelupa           | Marie-Ange Seymour       | 19   | 173         | Le Moule                 |
| Gwatemala           | Hamy Nataly Tejeda Funes | 24   | 173         | Gwatemala                |
| Hiszpania           | Alejandra Echevarria     | 20   | 181         | Jaén                     |
| Holandia            | Sabrina Anijs            | 21   | 175         | Haga                     |
| Honduras            | Alejandra Mendoza        | 19   | 175         | La Lima                  |
| Hongkong            | Wang Shan Shan           | 20   | 173         | Sinciang                 |
| Indie               | Shriya Kishore           | 23   | 179         | Mumbaj                   |
| Indonezja           | Nadine Zamira Syarief    | 25   | 168         | Dżakarta                 |
| Irlandia Północna   | Kayleigh O’Reilly        | 18   | 178         | Londonderry              |
| Izrael              | Noy Michaelov            | 24   | 178         | Jerozolima               |
| Jamajka             | Jenaae Jackson           | 19   | 178         | Kingston                 |
| Japonia             | Takada Tomomi            | 22   | 172         | Tokio                    |
| Kanada              | Lateesha Ector           | 24   | 179         | Pierrefonds              |
| Kenia               | Catherine Muturi         | 24   | 178         | Gatundu                  |
| Kolumbia            | Alejandra Castillo       | 22   | 178         | Bogota                   |
| Korea Południowa    | Park Ye-ju               | 22   | 173         | Seul                     |
| Kosowo              | Elsa Marku               | 18   | 175         | Prisztina                |
| Kostaryka           | Malena Orozco            | 21   | 183         | Cartago                  |
| Kuba                | Jamillette Gaxiola       | 20   | 175         | Hawana                   |
| Liban               | Nicole Lichaa Khoury     | 18   | 172         | Bejrut                   |
| Luksemburg          | Theodora Bănică          | 21   | 170         | Luksemburg               |
| Łotwa               | Diana Kubasova           | 20   | 175         | Ryga                     |
| Makau               | Jia Pei                  | 20   | 175         | Makau                    |
| Malezja             | Madeline Nandu           | 23   | 173         | Sabah                    |
| Malta               | Alison Gallea Valletta   | 21   | 172         | Attard                   |
| Martynika           | Pascale Nelide           | 18   | 180         | Fort-de-France           |
| Meksyk              | Natalia Quiñónez         | 23   | 178         | Zapopan                  |
| Nepal               | Richa Thapa Magar        | 24   | 164         | Katmandu                 |
| Nigeria             | Modesta Alozie           | 21   | 175         | Abia                     |
| Nowa Zelandia       | Catherine Irving         | 19   | 172         | Waverley                 |
| Pakistan            | Ayesha Gilani            | 26   | 170         | Lahaur                   |
| Panama              | Geraldine Higuera        | 20   | 171         | Panama                   |
| Paragwaj            | Gabriela Rejala          | 20   | 175         | Ñemby                    |
| Peru                | Leticia Rivera           | 21   | 179         | Cajamarca                |
| Polinezja Francuska | Niuriki Teremate         | 21   | 173         | Punaauia                 |
| Polska              | Izabela Wilczek          | 23   | 177         | Pabianice                |
| Portoryko           | Dignelis Jiménez         | 25   | 171         | Arecibo                  |
| Południowa Afryka   | Chanel Grantham          | 20   | 175         | Durban                   |
| Rosja               | Ksenia Podsevatkina      | 22   | 178         | Saratów                  |
| Salwador            | Mayra Aldana             | 23   | 173         | San Salvador             |
| Samoa               | Varuna Curry             | 21   | 175         | Apia                     |
| Serbia              | Dijana Milojkovic        | 22   | 175         | Ćuprija                  |
| Singapur            | Valerie Lim              | 24   | 180         | Singapur                 |
| Słowacja            | Lea Sindlerova           | 22   | 175         | Nitra                    |
| Słowenia            | Maja Jamnik              | 18   | 175         | Lublana                  |
| Stany Zjednoczone   | Amy Diaz                 | 25   | 168         | North Providence         |
| Sudan Południowy    | Aheu Deng                | 18   | 196         | Dżuba                    |
| Szkocja             | Sarah Finlay             | 23   | 178         | Glasgow                  |
| Szwajcaria          | Graziella Rogers         | 22   | 171         | Lyss                     |
| Szwecja             | Giulia Simone Olsson     | 19   | 175         | Sztokholm                |
| Tajlandia           | Rujinan Phanseethum      | 20   | 172         | Udon Thani               |
| Tanzania            | Evelyne Almasi           | 24   | 180         | Dar es Salaam            |
| Tonga               | Mary Greatz              | 21   | 173         | Nukuʻalofa               |
| Turcja              | Gözde Zay                | 26   | 175         | Stambuł                  |
| Turks i Caicos      | Alison Capron            | 23   | 173         | Providenciales           |
| Ukraina             | Karina Golovata          | 21   | 178         | Kijów                    |
| Walia               | Dominique Dyer           | 20   | 170         | Neath Port Talbot        |
| Wenezuela           | Jessica Barboza          | 22   | 174         | Maracaibo                |
| Węgry               | Korinna Kocsis           | 18   | 173         | Jakfa                    |
| Włochy              | Luna Isabella Voce       | 21   | 183         | Mediolan                 |